# عملية ثنائية

للعملية الثنائية مدخلين ومخرج واحد.

العملية الثنائية (بالإنجليزية: Binary operation)‏ أو كما تدعى أحيانا المعامل الثنائي هي عملية حسابية تتضمن مدخلين كميين ينتج عنها
منتج كمي واحد، مثل جميع العمليات الأساسية في الحساب، كالجمع والضرب والقسمة.
بلغة نظرية المجموعات تصبح العملية الثنائية تابع ثنائي منطلقه من S ومستقره في S، أي أن منطلقه الجداء الديكارتي للمجموعة S أي S × S ومستقره المجموعة S.
الجداء الديكارتي للمجموعة S مع نفسها هي مجموعة ثنائيات مؤلفة من مسقطين من المجموعة S.

## مصطلحات
و بدقة أكثر، العملية الثنائية على المجموعة S هي دالة أو تطبيق ترسل عناصر من الجداء الديكارتي S × S إلى S 
{\displaystyle \,.f\colon S\times S\rightarrow S}